# Saint-Marcel-de-Félines
Saint-Marcel-de-Félines és un municipi francès situat al departament del Loira i a la regió d'Alvèrnia-Roine-Alps. L'any 2007 tenia 754 habitants.

## Demografia

### Població
El 2007 la població de fet de Saint-Marcel-de-Félines era de 754 persones. Hi havia 282 famílies de les quals 68 eren unipersonals (28 homes vivint sols i 40 dones vivint soles), 99 parelles sense fills, 99 parelles amb fills i 16 famílies monoparentals amb fills.
La població ha evolucionat segons el següent gràfic:
Habitants censats

### Habitatges
El 2007 hi havia 374 habitatges, 284 eren l'habitatge principal de la família, 42 eren segones residències i 48 estaven desocupats. 354 eren cases i 20 eren apartaments. Dels 284 habitatges principals, 212 estaven ocupats pels seus propietaris, 66 estaven llogats i ocupats pels llogaters i 6 estaven cedits a títol gratuït; 7 tenien dues cambres, 39 en tenien tres, 78 en tenien quatre i 161 en tenien cinc o més. 200 habitatges disposaven pel capbaix d'una plaça de pàrquing. A 121 habitatges hi havia un automòbil i a 140 n'hi havia dos o més.

### Piràmide de població
La piràmide de població per edats i sexe el 2009 era:
| Homes | Edats   | Dones |
| ----- | ------- | ----- |
| 0     | 95 o +  | 0     |
| 4     | 90 a 94 | 4     |
| 0     | 85 a 89 | 8     |
| 8     | 80 a 84 | 12    |
| 24    | 75 a 79 | 16    |
| 0     | 70 a 74 | 20    |
| 12    | 65 a 69 | 12    |
| 12    | 60 a 64 | 16    |
| 24    | 55 a 59 | 12    |
| 40    | 50 a 54 | 40    |
| 12    | 45 a 49 | 44    |
| 24    | 40 a 44 | 16    |
| 36    | 35 a 39 | 24    |
| 16    | 30 a 34 | 32    |
| 12    | 25 a 29 | 12    |
| 20    | 20 a 24 | 8     |
| 12    | 15 a 19 | 24    |
| 16    | 10 a 14 | 28    |
| 16    | 5 a 9   | 32    |
| 12    | 0 a 4   | 20    |

## Economia
El 2007 la població en edat de treballar era de 487 persones, 353 eren actives i 134 eren inactives. De les 353 persones actives 340 estaven ocupades (180 homes i 160 dones) i 13 estaven aturades (7 homes i 6 dones). De les 134 persones inactives 61 estaven jubilades, 43 estaven estudiant i 30 estaven classificades com a «altres inactius».

### Ingressos
El 2009 a Saint-Marcel-de-Félines hi havia 285 unitats fiscals que integraven 743 persones, la mediana anual d'ingressos fiscals per persona era de 15.296 €.

### Activitats econòmiques
Dels 21 establiments que hi havia el 2007, 1 era d'una empresa extractiva, 1 d'una empresa de fabricació de material elèctric, 4 d'empreses de fabricació d'altres productes industrials, 4 d'empreses de construcció, 1 d'una empresa de comerç i reparació d'automòbils, 1 d'una empresa de transport, 5 d'empreses d'hostatgeria i restauració, 1 d'una empresa de serveis, 2 d'entitats de l'administració pública i 1 d'una empresa classificada com a «altres activitats de serveis».
Dels 5 establiments de servei als particulars que hi havia el 2009, 1 era un paleta, 1 guixaire pintor, 1 electricista i 2 restaurants.
L'únic establiment comercial que hi havia el 2009 era una botiga de menys de 120 m².
L'any 2000 a Saint-Marcel-de-Félines hi havia 50 explotacions agrícoles que ocupaven un total de 1.323 hectàrees.

## Equipaments sanitaris i escolars
El 2009 hi havia una escola elemental.

## Poblacions més properes
El següent diagrama mostra les poblacions més properes.